# 293934 MPIA
293934 MPIA è un asteroide della fascia principale. Scoperto nel 2007, presenta un'orbita caratterizzata da un semiasse maggiore pari a 2,4024879 UA e da un'eccentricità di 0,1539458, inclinata di 3,62205° rispetto all'eclittica.